# Pseudotaxiphyllum
Pseudotaxiphyllum és un gènere de briòfits de la família de les Plagiotheciaceae.

## Descripció
Les plantes d'aquest gènere presenten una escorça dels caulidis de 1-2 files de cèl·lules petites de parets engruixides. Tenen rizoides llisos, no tenen pseudoparafil·les, les ramificacions són de poc a molt complanades, fil·lidis en disposició d'estesos a esquarrossos. Les cèl·lules de la làmina són llisses i homogènies. La càpsula de l'espermatòfit és inclinada. Gènere d'una àmplia distribució, particularment freqüent a l'Àsia.

## Taxonomia
Actualment el gènere conté 13 espècies acceptades:
- Pseudotaxiphyllum arquifolium
- Pseudotaxiphyllum densum
- Pseudotaxiphyllum distichaceum
- Pseudotaxiphyllum elegans (Autòctona de Catalunya)[4]
- Pseudotaxiphyllum falcifolium
- Pseudotaxiphyllum fauriei
- Pseudotaxiphyllum homomallifolium
- Pseudotaxiphyllum laetevirens
- Pseudotaxiphyllum machrisianum
- Pseudotaxiphyllummaebarae
- Pseudotaxiphyllum obtusifolium
- Pseudotaxiphyllum pohliaecarpum
- Pseudotaxiphyllum richardsii